# Cyganeria krakowska
Cyganeria krakowska – istniejąca na przełomie XIX i XX wieku grupa artystów w Krakowie skupionych wokół Stanisława Przybyszewskiego związanych m.in. z tygodniem „Życie” oraz dziennikiem „Czas” znana za kabaret artystyczny Zielony Balonik.

## Geneza
Od poł. XIX stulecia w różnych miejscach Europy: w Paryżu, Wiedniu, Berlinie, Monachium i Krakowie toczyło się barwne życie cyganerii artystycznej, któremu towarzyszyły zabawa, ożywione dyskusje i działania artystyczne. Modernistyczni buntownicy znajdowali azyl w kawiarniach, które stały się konkurencyjne wobec salonów. To właśnie w kawiarniach powstał pierwsze kabarety, gdzie artyści recytowali na scenie swoje utwory, przedstawiali krótkie scenki, opowiadali dowcipy oraz śpiewali. Wszystkiemu towarzyszyły tańce – nierzadko o zmysłowym charakterze.
W 1898 r. z Berlina do Krakowa przyjechał Stanisław Przybyszewski. Wokół niego skupiła się grupa osób negujących tradycyjną obyczajowość i moralność. Grupa ta spotykała się najpierw w kawiarni Schmida przy ul. Szewskiej 27, następnie w „Paonie” Ferdynanda Turlińskiego, wreszcie w cukierni Jana Michalika, zwanej Jamą Michalika.

## Charakterystyka
Do cyganerii krakowskiej należeli liczni znani artyści młodej Polski. Byli to m.in. Stanisław Przybyszewski, Tadeusz Boy-Żeleński, Jacek Malczewski, Stanisław Wyspiański, Lucjan Rydel, Włodzimierz Tetmajer i Jan Stanisławski. Przedstawiciele cyganerii krakowskiej, podobnie jak bohemy francuskiej czy niemieckiej, otaczali kultem sztukę, gardzili pieniędzmi i stabilizacją. Swoją odrębność manifestowali strojem, wyszukanym językiem oraz prowokacyjnym zachowaniem. Nosili długie czarne peleryny, kapelusze z szerokim rondem, białe szale i fantazyjne krawaty.

## Historia

### Kawiarnia Schmidta
Według Tadeusza Boya-Żeleńskiego kawiarnia ta była długo uznawana za najbardziej „literacką”. Tutaj ukształtowała się cyganeria krakowska. W kawiarni odbyło się sportretowanie licznych członków cyganerii, m.in. Stanisław Przybyszewski, Władysław Orkan i Zenon Przesmycki. Do regularnych gości należeli Ignacy Daszyński, Włodzimierz Tetmajer, Stanisław Wyspiański, Karol Maszkowski, Lucjan Rydel, Kazimierz Przerwa-Tetmajer, Gabriela Zapolska, Adolf Nowaczyński, Antoni Waśkowski, Maciej Szukiewicz i inni. Jeden z nich – Adolf Nowaczyński – napisał opowiadanie Mieczyk kawiarniany. Caffehauspflanze, uwieczniające kawiarenkę oraz satyrujące ówczesną grupę młodopolskich artystów.

### Kawiarnia Paon
Kawiarnia Paon stanowiła w latach 1897-1900 główną siedzibę krakowskiej cyganerii. Właściciel lokalu kazał zawiesić w jednej z sal wielkie płótno, na którym każdy mógł pisać lub malować wedle swego gustu. Przedstawiciele cyganerii najchętniej jednak przysiadywali w sali bez okna, nazwanej przez Przybyszewskiego „Pod nonszalanckim Paonem”. W tym elitarnym sanktuarium sztuki znajdowały się: pianino, na którym Przybyszewski grał utwory Fryderyka Chopina, stół jadalny, stolik do kart i przybory malarskie. 

### Zielony Balonik
W Jamie Michalika w latach 1905-1912 działał najbardziej znany kabaret artystyczny „Zielony Balonik”, założony przez pisarza Jana Augusta Kisielewskiego. Jego pierwowzorem był paryski kabaret Le Chat Noir. Improwizacje artystów w Zielonym Baloniku były przesycone dowcipnymi aluzjami do zaprzyjaźnionych osób oraz oskarżeniami wymierzonymi w filistrów. Wystąpienia przybierały nieraz ton poetycki, a tym, co je wyróżniało, były humor i aktywny kontakt z publiczności. Jedną z wybitnych osobistości kabaretu, autorem licznych wierszy i piosenek był Tadeusz Boy-Żeleński.
Wstęp na Zielony Balonik był bezpłatny, jednakże wymagane było posiadanie specjalnego zaproszenia ozdobionego przez jednego z malarzy karykaturzystów. Według Tadeusza Boya-Żeleńskiego, kabaret cieszył się popularnością wśród elity ówczesnego Krakowa, a także innych miast, m.in. Wiednia, Lwowa i Warszawy.
Działalność cyganerii w Jamie Michalikowej stała się inspiracją dla obraz Kabaret szalony Kazimierza Sichulskiego, gdzie ukazał postaci związane z kabaretem, m.in. Leon Wyczółkowski, Witold Wojtkiewicz oraz Tadeusz Boy-Żeleński.